# 牟應綬
牟應綬，贵州人，明朝政治人物。选贡出身。
崇禎五年，擔任廣東廣州府永安縣知縣（現紫金縣知縣）。后由紀縱群接任。